# Philippe Muyl
Philippe Muyl (Lilla, 30 de maig de 1953), és un director, guionista i productor de cinema francès distingint com a Cavaller de l'Orde de les Arts i les Lletres (9 de juliol de 2014).
Després d'un batxillerat en filosofia, Philippe Muyl va estudiar a Bèlgica a l'École supérieure des arts Saint-Luc de Tournai, a l'estudi d'Yvan Theys, després a l'Escola Superior de Publicitat a París.
Després, durant diversos anys, va treballar com a director artístic a Publicis i Elvinger, després com a cap de publicitat del setmanari Pilote. Treballa de manera independent com a dissenyador-editor de publicitat per a agències.
A la dècada de 1970 va crear una productora i va produir primer pel·lícules industrials i institucionals.
El 1980 va dirigir un curtmetratge L'École des chefs (Premi Fipresci al Festival de Lille). El 1984, va escriure i va produir una adaptació de la novel·la Une jeune fille nue de Nikos Athanassiadis, L'Arbre sous la mer, que va sortir el 16 de gener de 1985 amb Christophe Malavoy i Julien Guiomar.
El 1993 va adaptar al cinema l'obra de teatre de Jean-Pierre Bacri i Agnès Jaoui Cuisine et dépendances.
La seva pel·lícula Le Papillon (2002) va tenir un gran èxit a la Xina, i va emprendre un projecte anàleg adaptat al mercat xinès: Le Promeneur d'oiseau, rodada a la Xina amb actors xinesos el 2012. El 8 de març de 2014 aquesta pel·lícula tanca el Festival de Cinema Asiàtic de Deauville, després es va distribuir a França i una mica més tard a la Xina. Va ser escollit per representar la Xina als Oscars de 2015.

## Filmografia
Com a director
- 1985 : L'Arbre sous la mer
- 1991 : Contre l'oubli (codirector), documental
- 1993 : Cuisine et dépendances
- 1996 : Adorable petite bombe, telefilm
- 1997 : Tout doit disparaître
- 2000 : La Vache et le Président
- 2002 : Le Papillon
- 2008 : Magique[4][5]
- 2014 : Le Promeneur d'oiseau

Guionista
- 1985 : L'Arbre sous la mer
- 1993 : Martineau... et le portrait de femme, telefilm
- 1993 : Cuisine et dépendances
- 1993 : La Lettre inachevée (diàlegs)
- 1996 : Adorable petite bombe, telefilm
- 1997 : Tout doit disparaître
- 2000 : La Vache et le Président
- 2002 : Le Papillon
- 2007 : Bac +70, téléfilm
- 2008 : Magique

Productor
- 1985 : L'Arbre sous la mer